# Marianne Williamson
Pour les articles homonymes, voir Williamson.
Œuvres principales
- A Return to Love: Reflections on the Principles of A Course in Miracles,
- The Age of Miracles : Embracing the New Midlife
- A Year of Miracles : Daily Devotions and Reflections

Marianne Williamson, née le 8 juillet 1952 à Houston, dans l'État du Texas est une auteure  américaine de livres de guidance spirituelle, une conférencière et prédicatrice, figure de proue de la Church of Today, une église d'unité proche de la Nouvelle pensée. Cela dit, elle refuse d'être ordonnée car elle tient à son appartenance au judaïsme.
Marianne Williamson s'est fait connaître par la publication de son premier livre A Return to Love (en), commentaire de Un cours en miracles de Helen Schucman (en), ce premier ouvrage est un best-seller qui reste pendant 39 semaines sur la New York Times Best Seller list.
Marianne Williamson a été lancée par Oprah Winfrey qui l'invite à participer régulièrement à son talk-show, le The Oprah Winfrey Show.
Elle a également créé l'association caritative le Project Angel Food (en) et l'organisation pacifiste Peace Alliance (en), elle siège au bureau exécutif de Results (organization) (en), une organisation à but non lucratif qui se consacre à la recherche de solutions à long terme à la pauvreté.
Marianne Williamson est une femme politique américaine, membre du Parti démocrate, proche de Bernie Sanders.

## Biographie

### Jeunesse, formation et quête spirituelle
Marianne Williamson est la cadette des trois enfants d'une famille juive de la classe moyenne attaché au courant du mouvement Massorti. Le judaïsme est le sens éthique de la vie quotidienne de cette famille,,,.
Son père Sam Williamson et sa mère Sophie Ann Williamson sont actifs au sein des associations caritatives de Houston. Son père lors de sa jeunesse dans les années 1930 a fait partie de la troupe théâtrale, le Group Theatre (New York City) (en), fondée et dirigée par Harold Clurman (en). et bien qu'ayant fréquenté des cercles socialistes, Marianne Williamson dit à son sujet qu'il est resté un « révolutionnaire de salon ». Devenu adulte, il est devenu un avocat des migrants,.

#### Études secondaires
Pendant ses études au Pershing Middle School (Houston) (en), Marianne Williamson interpelle ses professeurs en leur disant « Si les Etats-Unis ne doivent pas combattre au Viêt-Nam, alors l'armée devra combattre le communisme  sur les plages d’Hawaï ». En réaction, son père furieux lui dresse un tableau de la réalité de la guerre, horrifiée fait Marianne Williamson embrasse le pacifisme, elle dit à ce sujet « pour devenir pacifiste il suffit de prendre le temps d'examiner ce qu'est une zone de guerre ». Elle reçoit durant la période de la guerre du Viêt-Nam une éducation de la part de ses deux parents pour faire d'elle une révolutionnaire, mais elle déclare  avec ironie « Certes, j'ai été élevée pour devenir une révolutionnaire mais en robe d'organdi et gants blancs ! ».
Marianne Williamson, lors de l'avant-dernière classe de ses études secondaires, à la Bellaire High School (Texas) (en), elle passe un été à la Phillips Exeter Academy ; elle y découvre la philosophie, notamment celle de Platon. De retour, elle devient athée car elle ne peut croire en un Dieu qui autorise le Mal,.
De retour, Marianne Williamson participe à la première gréve des étudiants de la Bellaire High School .
Durant l'été précédant ses études universitaires, Marianne Williamson participe à un spectacle musical consacré à Cole Porter

#### Études universitaires
En 1970, Marianne Williamson est acceptée par l'université Brandeis mais elle préfère le prestigieux Pomona College de Claremont, en Californie, où elle étudie la philosophie et le théâtre. Durant son premier semestre universitaire, elle joue le rôle principal de la pièce Toy Prison écrite par Stanley Crouch, son professeur d'art dramatique. Elle se lie avec la future productrice de cinéma, Lynda Obst, de confession juive comme elle. À leur sujet, Stanley Crouch dit « elles forment un duo fascinant », plus particulièrement au sujet de Marianne Williamson  « Je n'ai pas beaucoup travaillé avec elle, mais à chaque fois elle s'est montrée excellente ! ». Alors que Lynda Obst devient la meilleure étudiante en philosophie, Marianne Williamson excelle dans le théâtre. Après la représentation de Toy Prison, les deux amies se disent « Nous sommes les deux seules juives de Pomona, aussi sommes-nous liées ensemble, nous partageons l'esprit de Rachel. Alors que Pomona est devenu un lieu de l'art bohème, des hippies, nous avons besoin l'une de l'autre pour atteindre l'intensité de l'esprit de Rachel ! » ,,,.
Au bout de deux ans, Marianne Williamson quitte le Pomona College, où elle était la star de département d'arts dramatiques de l'université, des voisins, étudiants d'universités proches se déplaçaient pour la voir comme Jill Clayburgh ou Robin Williams. Pendant ces deux années, elle et Lynda Obst participent à des manifestations contre la guerre du Viêt-Nam et au Cambodge. Toutes les deux se mettent à pratiquer le Yi Jing et parlent aux esprits et aux fantômes tout en lisant des philosophes comme Kant, Hegel, Kierkegaard, Schiller, Marx... Ces lectures sont étudiées par Marianne Williamson afin d'acquérir une pensée analytique afin de clarifier sa vie émotionnelle, de pouvoir argumenter au mieux possible sans être parasité par des passions. Discipline qu'elle utilise dans ses prises de paroles comme le fait observer le producteur de cinéma Howard Rosenman (en).

#### Le Nouveau Mexique...New York et chute
Marianne Williamson quitte le Pomona College, parce qu'elle est tombée amoureuse d'un fabricant de dôme géodésique pour le rejoindre au Nouveau Mexique. Amour sans lendemain, elle retourne au Texas et suit des cours à l'université du Texas à Austin tout en y travaillant en tant que secrétaire. C'est le début d'une période où elle s'adonne à  toutes sortes de drogues, va d'un amant à l'autre, relations amoureuses toutes plus décevantes les unes que les autres.
En 1973, Marianne Williamson  part pour New York, où pendant deux ans elle enchaîne divers emplois comme serveuse de bar, et entre deux emplois intérimaires, elle chante la nuit dans un cabaret. Période où les attentes et espoirs qu'elle nourrissait s'effritent peu à peu,.
Au sujet de cette période, elle dit : « Qu'est-il arrivé à ma  génération ? Nous n'avons jamais grandi ! Ce n'est nullement parce que nous étions perdus, apathiques, narcissiques ou matérialistes mais parce que nous étions terrifiés ! » . Nous étions dans une atmosphère d'angoisse plus ou moins diffuse, nous ne savions comment aborder les relations humaines de façon juste, envisager l'avenir, en fait, nous avions très peu d'estime de nous-mêmes, « Nous avions bien plus peur de la vie que de la mort ! » . Le terreur la plus profonde n'était pas de mourir mais de ne pas savoir quoi faire de nos vies.
Elle retrouve également Lynda Obst qui vit à New York depuis plusieurs années et a épousé David Obst. Grâce à Lynda Obst, Marianne Williamson fait la connaissance de Albert Goldman (en), le biographe de Lenny Bruce, John Lennon et d'Elvis Presley, Marianne Williamson va travailler pendant une année comme assistante d'Albert Goldman.
Albert Goldman dit à son sujet : « Elle travaillait pour moi en tant que factotum, mais par ailleurs elle était particulièrement perturbée n'ayant aucune idée, ni projet de quoi faire d'elle-même, C'est une femme avec une forte émotivité comme les actrices du cinéma italien. Je ne l'ai jamais vue en compagnie d'amis. C'est la dernière personne à laquelle vous penseriez qui puisse avoir du succès. Elle était en permanence émotionnellement tourmentée, bouleversée. ». Il n'avait aucune idée de ce qu'elle allait devenir.
En 1975, Marianne Williamson part pour San Francisco où elle se consacre à la parapsychologie comme les planches ouija, ainsi qu'au bouddhisme zen et aux diverses écoles de méditation. Après un séjour de deux ans, elle retourne à New York, armée de convictions soigneusement élaborées. Elle reprend des cours auprès de l'université de New York pendant un semestre et pour financer ses études elle chante dans divers clubs new-yorkais et travaille pour la Foundation for Inner Peace (Fondation pour la paix intérieure).
Malgré son séjour à San Francisco où elle semblait s'être trouvée, elle sombre dans la dépression, période qui atteint son summum en 1978.

#### Le relèvement,Un cours en miracles

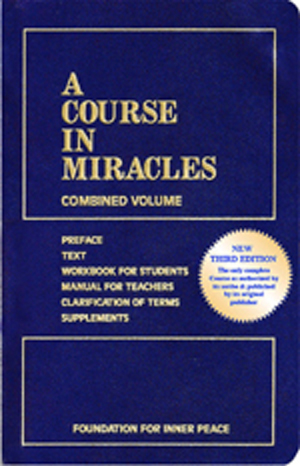
Photographie de la couverture de A Course in Miracles

En 1977, Marianne Williamson sort progressivement de l'enfer lorsqu'elle découvre et lit A Course in Miracles  traduit en français sous le titre de Un cours en miracles ouvrage supposé être rédigé par Helen Schucman (en), une psychologue agnostique d'origine juive, sous la dictée de Jésus. Livre qu'elle découvre chez son amie Jamie Antoine, elle décide de l'acheter, pour cela elle se rend chez Robert Skutch et Judith Skutch détenteurs du copyright de A Course in Miracles, appartement qui sert de quartier général de la   Foundation for Inner Peace. En accord avec les Skutch, Marianne Williamson travaille pour la fondation pendant un trimestre en 1978, période où elle se sépare de Jeff Olmsted. Ce livre loin de toute terminologie chrétienne, donne les réponses aux questions de Marianne Williamson, questions qu'elle pensait sans réponse, elle y trouve également le chemin du salut par l'amour grâce au pardon, lors de cette lecture elle y apprend notamment qu'un miracle n'est pas nécessairement un événement extérieur, il peut être aussi une manifestation interne lié à un changement de perception de notre défaut biologique à pouvoir aimer,,.

### Carrière

#### Le retour à Houston
En 1979, Marianne Williamson retourne auprès de sa famille à Houston, juste quand se tient une réunion d'anciens élèves ; elle s'y rend mais y éprouve un malaise, elle ne se sent pas à sa place, elle est envahie par le sentiment de ne pas être comme les autres, de ne pas éprouver la « réalité » comme les personnes ordinaires, elle est confrontée à ses failles, ses blessures, qui sont autant de dévoilements d'elle-même,,.

#### Secondes noces
À Houston, Marianne Williamson fait la connaissance d'un homme d'affaires, Larry McGenty dont elle tombe amoureuse. Ils se marient sur un coup de tête, le couple éclate avant même que les époux reçoivent leur certificat de mariage.

#### Librairie-café
Durant les trois mois qu'a duré son mariage avec Larry McGenty, grâce à ce dernier, Marianne Williamson a pu ouvrir en 1979, une librairie spécialisée dans la littérature New Age à Houston dans le style que l'on rencontre dans le quartier de Manhattan, le Greenwich Village. Elle y aménage un café. Elle y chante également. La librairie a pour enseigne « The Heights Bookstore », nom de Heights (Hauteur) car située dans les hauteurs à l'écart de Houston. La librairie-café devient un lieu de rendez-vous pour l’élite artistique de Houston, réputation suscitant la curiosité du Houston Post (en) qui interviewe Marianne Williamson. Cette expérience est un tournant dans sa vie, dorénavant elle se donne  pour but de servir la communauté au plus haut niveau possible,,.
A Course in Miracles est un livre qui devient un sujet de débats au sein de la « The Heights Bookstore », les curieux de passage sont vivement invités à y participer. Le Houston Post fait de la publicité quant à ces débats en écrivant que n'importe qui peut y parler de questions non permises dans l'espace public. Les conférences et lectures sont pour des auteurs l'occasion de se faire connaitre. La diversification touche les divers domaines de la vie culturelle, sociale et politique de Houston, en collaboration avec les mouvements politiques locaux et le département de création littéraire de l'université de Houston.

#### Dépression nerveuse et pacte avec Jésus
De 1979 à 1982, Marianne Williamson connait un épisode de dépression nerveuse. Durant sa maladie, elle consulte un psychiatre cinq fois par semaine sans pour autant se sentir mieux. C'est alors qu'elle invoque Jésus et selon ses termes décide de passer un pacte avec lui, comme d'autres signent un pacte avec le Diable, pacte dans lequel elle s'engage à le servir selon ses volontés si elle recouvre la santé mentale. C'est alors qu'elle se met à sentir sa présence et retrouve progressivement sa santé mentale,.

#### Los Angeles
En 1983, après un flash Marianne Williamson a la conviction qu'elle n'a plus rien à faire à Houston et qu'elle doit partir pour Los Angeles, lorsque son entourage la questionne pourquoi faire, elle répond « Je n'en ai aucune idée ! ». D'autres personnes de son proche entourage pensent qu'elle décide de partir, car Los Angeles est plus susceptible de comprendre ce qu'elle à dire,.
Une fois arrivée, Marianne Williamson déclare « du plus profond de mon être j'ai pour seule ambition de devenir une bonne personne », elle précise sa pensée « Notre génération n'avait aucune conscience de ce que peuvent signifier des mots comme l'assistance, le dévouement, le respect. Le monde était dominé par un système de pensée égocentrique. En revanche, j'avais décidé de consacrer ma vie au service des autres, à les aider.La souffrance éprouvée vous donne vision pénétrante sur la souffrance des autres ».
N'ayant que 100 $ en poche et l'Oldsmobile de sa mère, Marianne Williamson  doit trouver du travail, elle obtient un emploi à temps partiel au près de la Philosophical Research Society (en) qu'elle connaissait auparavant en tant que fournisseur de sa librairie de Houston.
Elle revoit son ancienne camarade de classe Lynda Obst qui est devenue une productrice importante au sein de la Geffen Film Company qui lui fait visiter Hollywood.

##### David Kessler et le SIDA
En 1985, Marianne Williamson fait la connaissance de David Kessler (writer) (en) qui est alors le président du conseil d’administration du Los Angeles Center for Living  et de service de soins et de services à domicile en faveur des personnes souffrant du Syndrome d'immunodéficience acquise (SIDA). David Kessler est également présent au sein de différents groupes de paroles d'aide pour les personnes atteintes par le SIDA.

##### Les groupes de prières
Marianne Williamson utilise son appartement pour y tenir chaque lundi des groupes de prières pour soutenir l'action de David Kessler.

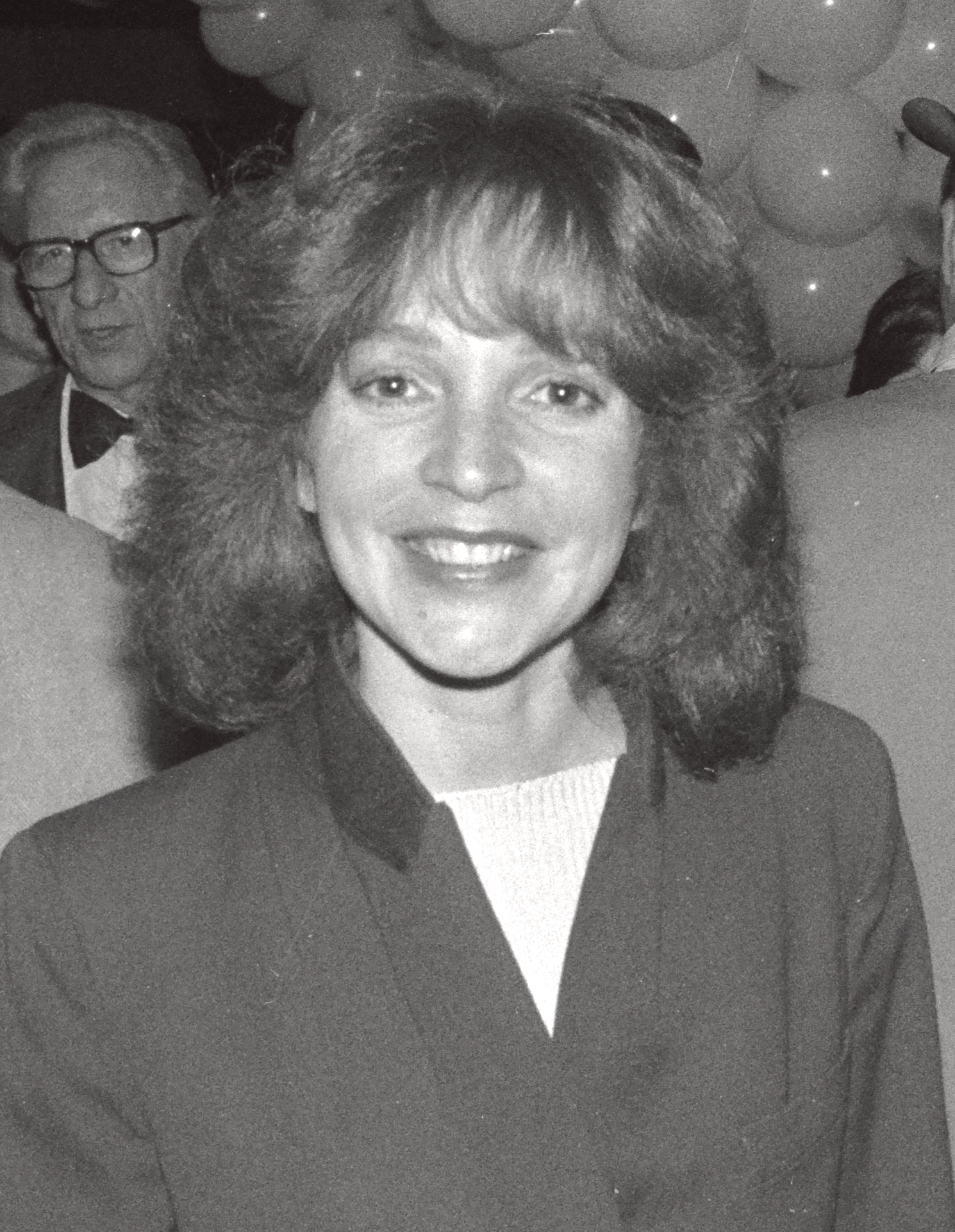
Photographie de Melanie Chartoff prise en 1980 par le photographe Alan Light.

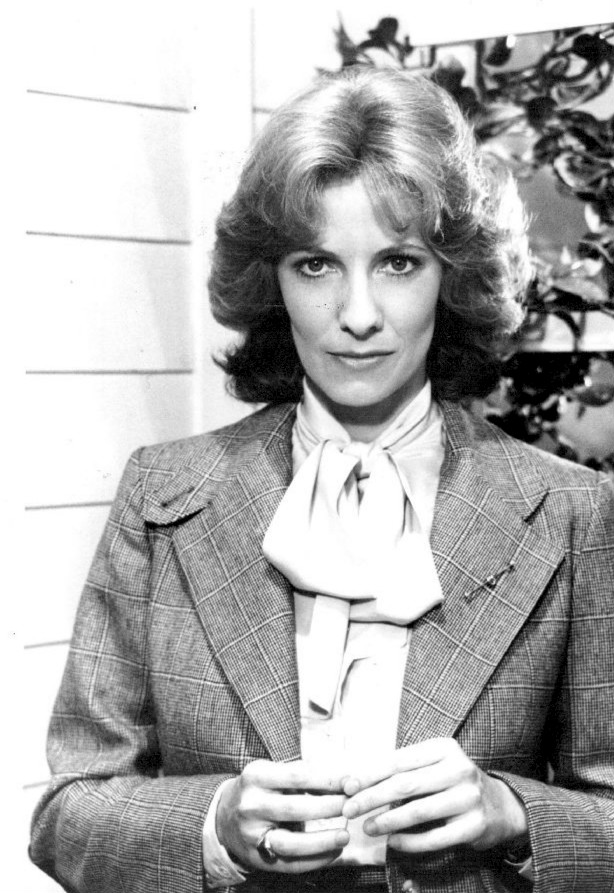
Photographie de Betty Buckley prise en 1977.

À cette même période, à la suite de conférences tenues par Marianne Williamson, l'animatrice de télévision et actrice Melanie Chartoff frappe à sa porte, toutes les deux se lancent de longs échanges et débats qu'elles ont hérité du judaïsme et de son goût pour la dispute. L'actrice Betty Buckley les rejoint après sa participation aux groupes de prières organisés par Marianne Williamson.
L'une comme l'autre sont impressionnées par la façon simple et directe qu'utilise Marianne Williamson pour s'adresser à des personnes atteintes par le SIDA à des stades avancés, ne manifestant ni peur, colère.
Dès 1984, une ancienne professeure de Marianne Williamson se rend à Los Angeles pour assister aux Jeux olympiques d'été de 1984 qui s'y tiennent. Elle en profite pour écouter une conférence sur A Course in Miracles donnée par son ancienne élève, elle est convaincue par le fait que Dieu est celui qui a créé son âme.
À la même époque, les groupes de prières deviennent moins des échanges que des discussions sur A Course in Miracles.

##### Nouveaux publics
Marianne Williamson donne dès 1984 des conférences autour de A Course in Miracles et de ses thèmes auprès des églises unitariennes de Santa Monica et de celle située à Franklin Avenue (Los Angeles) (en) de West Hollywood. Le public à chacune de ses conférences est de cinquante à soixante quinze personnes, les participants les plus enthousiastes sont ceux issus de la communauté gay particulièrement touchée par la crise du SIDA.

##### Une nouvelle diffusion
Son public grandissant, il est demandé à Marianne Williamson qu'elle édite des enregistrements de ses conférences. Steve Sager l'aide pour l'édition et la diffusion de ses conférences enregistrées sur cassettes d'enregistrement. Dès 1986, les cassettes se vendent pour le prix de 7 $ chacune, d'abord sur la côte ouest plus spécialement dans les librairies de Los Angeles pour ensuite se vendre d'un bout à l'autre des États-Unis. Puis elle se rend à New York où elle y donne des conférences mensuelles.

##### New York
L'audience de Marianne Williamson grandit car le public trouve des réponses qu'il n' a pas trouvé ailleurs aussi bien dans les sagesses orientales, des thérapies de groupe, les programmes en douze étapes comme ceux des alcooliques anonymes, les différents mouvements du New Age. Elle assume également son rôle prééminent de réconfort auprès de la communauté gay décimée par le SIDA. Selon l'architecte Bruce Bierman (en) qui l'a aidée pour lancer le Center fo Living de New York, « je pense que les gens ont faim de son message, très, très faim. Je pense que nous savions tous que ce monde allait mal et que des personnes telles que Marianne nous donnait une compréhension fine qui faisait sens pour beaucoup d'entre nous ! Marianne fait référence à Jésus comme notre frère aîné, même si nous avons le même âge. J'ai toujours considéré Marianne comme ma soeur aînée. Elle n'a pas son pareil pour dire des trucs uniques. Si elle a tort, elle est la première à le reconnaître ; ce qui à mon avis  est une qualité rare. Elle va directement au fond des choses. J'aime faire partie de son entourage, elle m'inspire, entre autres parce que je m'aperçois que ce qu'elle éprouve est semblable à ce que j'éprouve. Nous n'avons pas à être parfaits, si ce que nous faisons vient de l'amour avec un esprit de service, cela suffit. Alors nous prenons conscience qu'une des raisons de notre présence sur cette planète pour apprendre ces choses. Si nous étions parfaits nous n'aurions pas besoin d'être là. ». Marianne Williamson apprend à son auditoire que le message le plus important comporte trois mots « Dieu m'aime ».

##### Les Centers for Living

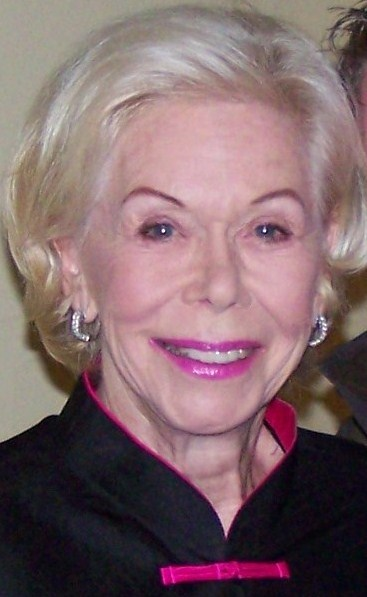
Photographie de Louise Hay à Londres.

Sandy Scott, une pasteur dirigeante de l'United Spirit Church of Religious Science (en) de Los Angeles qui a  longuement travaillé auprès des sourds et des personnes en fin de vie depuis plusieurs années vient rendre visite à Marianne Williamson, accompagnée de Terry Cole-Whittaker (en) et de Louise Hay. Les uns comme les autres sont intéressés par l'idée de créer des Centers for Living.
En 1987, Stuart Altschuler, ancien directeur de l'unité de soins pour les personnes atteintes par le Sida au sein de l'hôpital de West Covina devient le premier directeur du Center for Living de Los Angeles, géré par Marianne Williamson, Louise Hay et Sandy Scott,.
En 1989 Tom Koontz est le premier directeur du Center for Living de New York,.

##### La gestion desCenters for Livingmis en question
Le 16 février 1992, la une du Los Angeles Times est consacré à l'administration jugée défaillante des Centers for Living, plusieurs administrateurs dénoncent l'impéritie de Marianne Williamson en matière de management, si le magazine People salue le travail de philanthropie, d’activités caritatives  de Marianne Williamson il épingle sa personnalité, elle prend des décisions à partir de mauvaises informations venant dont on ne sait de qui. Les personnalités du spectacles, nommées comme administratrices, ne sont elles pas incompétentes pour gérer de tels centres?  

#### Le projet Angel Food,
En 1989, grâce à une proposition de Michelle Farmer et Dick de Vogeleare, Marianne Williamson fonde le Project Angel Food (en) un service de livraison gratuite à domicile aux personnes malades du SIDA. L'association vient par la suite en aide à d'autres malades,.
En 1990, la déclaration de revenus des Centers for Living de Manhattan et de Los Angeles ainsi que du « projet Angel Food » se monte à 981 524 $ . Par ailleurs, de nombreuses personnalités de Hollywood soutiennent financièrement le projet Angel Food. Bette Midler et John Schlesinger organisent une exposition consacrée aux activités du projet, elle se tient le 20 mai 1990, manifestation qui attire Dennis Hopper, Teresa Russel, Meg Ryan, Twiggy, Arnold Schwarzenegger, Angelica Houston et Elizabeth Taylor. des actrices comme Raquel Welch, Roseanna Arquette et Cher assistent régulièrement aux conférences de Marianne Williamson. L'actrice Lesley Ann Warren déclare qu'elle une de ses « copines » ; Kim Basinger, Barry Diller, Diane von Furstenberg, Shirley MacLaine, David Hockney sont des membres honoraires du conseil d'administration du Center for Living de Los Angeles .

#### A Return to Love

##### India Emmaline Williamson
Après la naissance de sa fille India Emmaline Williamson dite Emma en mai 1990, Marianne Williamson commence à écrire sur ses conférences dans son appartement du West Hollywood, pour se consacrer à son écriture et son enfant elle restreint ses dépenses. Son ami Anthony Perkins dit au sujet de cette période « elle est une mère célibataire qui a du mal à s’en sortir - quiconque se retrouve dans cette situations sait combien c’est difficile ». Elle se trouve isolée, notamment on lui reproche le nombre de ses amants jugé incompatible avec sa situation de mère célibataire, ce dont elle n'a cure,.

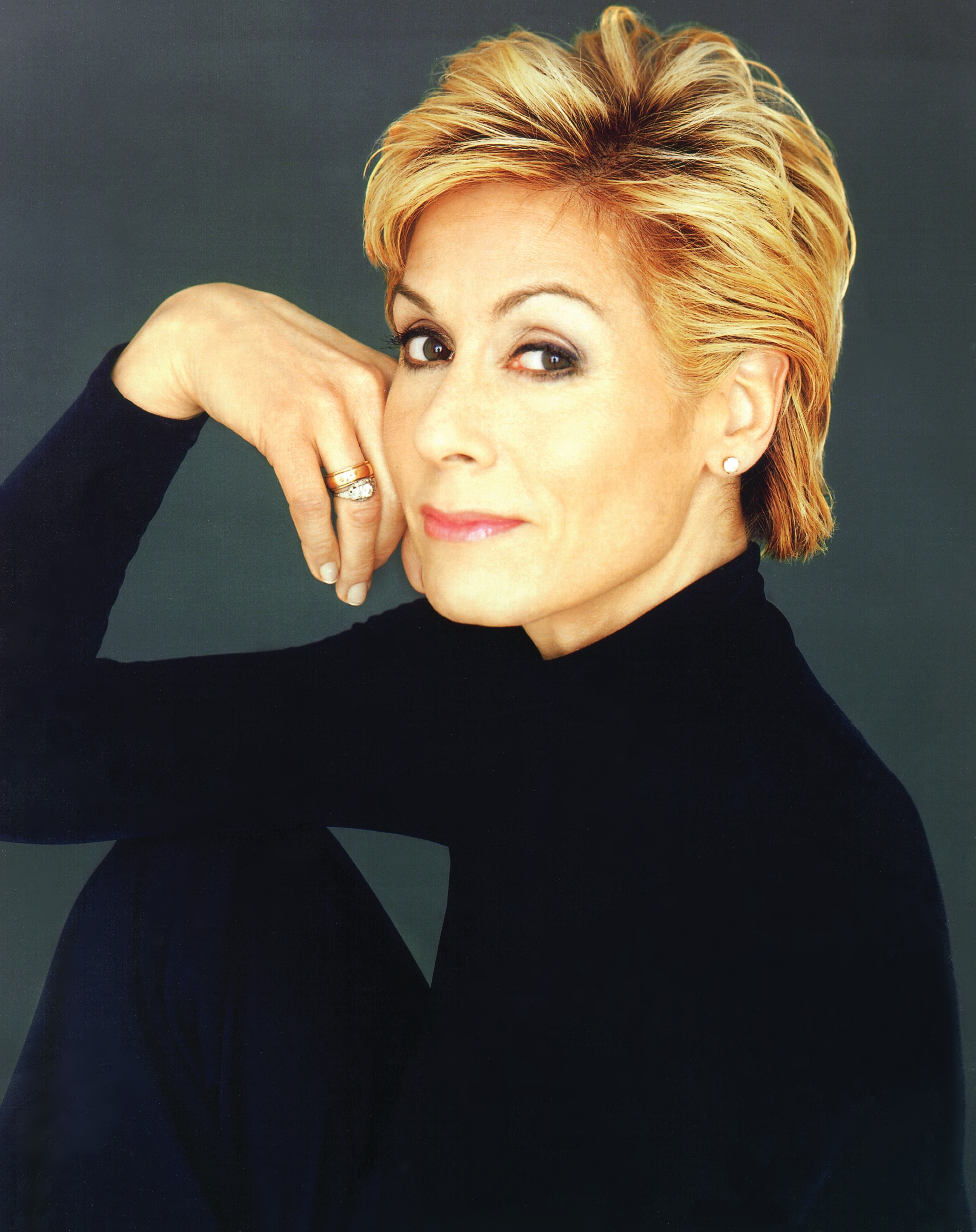
Portrait photographique de Judith Light.

Si India Emmaline Williamson ne connait pas son père en revanche elle bénéficie de parrains et marraines illustre tels que Bruce Berman (en), David Kessler, Norma Ferrara, Minda Burr.
Un mois avant l’anniversaire de sa fille, en avril 1992, lors d'une conférence, Marianne Williamson dit avec humour qu'elle est tiraillée entre acheter My First Hanukkah (« Ma première fête de Hanoucca ») ou My First Christmas (« Mon premier Noël »), « Ne pouvant me décider, j'ai acheté les deux... C'est important pour moi de savoir que mon enfant soit une Juive, mais cela dit, il faut être ouvert à toutes les idées que l'on rencontre ». Au sujet de sa fille elle déclare « mon plus grand cadeau est ma fille, c'est pour elle que je continue à travailler sur moi-même ».

##### Howard Rochestrie
Judith Light une actrice deux fois récompensées par un Tony Award et amie de Marianne Williamson lors d'un repas dans sa résidence d'Aspen fait la connaissance du procureur Howard Rochestrie qui pour se rapprocher de Marianne Williamson a quitté Santa Barbara pour Houston, les deux découvrent leur intérêt commun vis à vis de A Course in Miracles et Judith Light lui confie qu'elle assiste régulièrement à ses conférences du samedi et que la rencontrer lui ferait beaucoup de bien. Judith Light organise une rencontre entre Marianne Williamson et Howard Rochestrie  pour la fête du Labor Day de 1990, mais la rencontre est repoussée au mois de janvier 1991. Très rapidement Marianne Williamson et Howard Rochestrie deviennent amants.
Lors de la campagne de 1992 menée par le Los Angeles Times et People critiquant la gestion des Center for Living, Howard Rochestrie, juriste qui connait bien le secteur associatif à but non lucratif, organise la réplique. Il met en avant le côté désintéressé de Marianne Williamson incompréhensible pour des personnes qui ne pensent qu'à s'enrichir. Il rappelle le soutien de Mike Nichols, Harrison Ford, Lauren Bacall, Steve Martin, Liza Minelli et Robin Williams qui mettent aux enchères plusieurs de leurs objets et vêtements au profit des oeuvres caritatives de Marianne Williamson.

##### La célébration du mariage d'Elizabeth Taylor avec Larry Fortensky

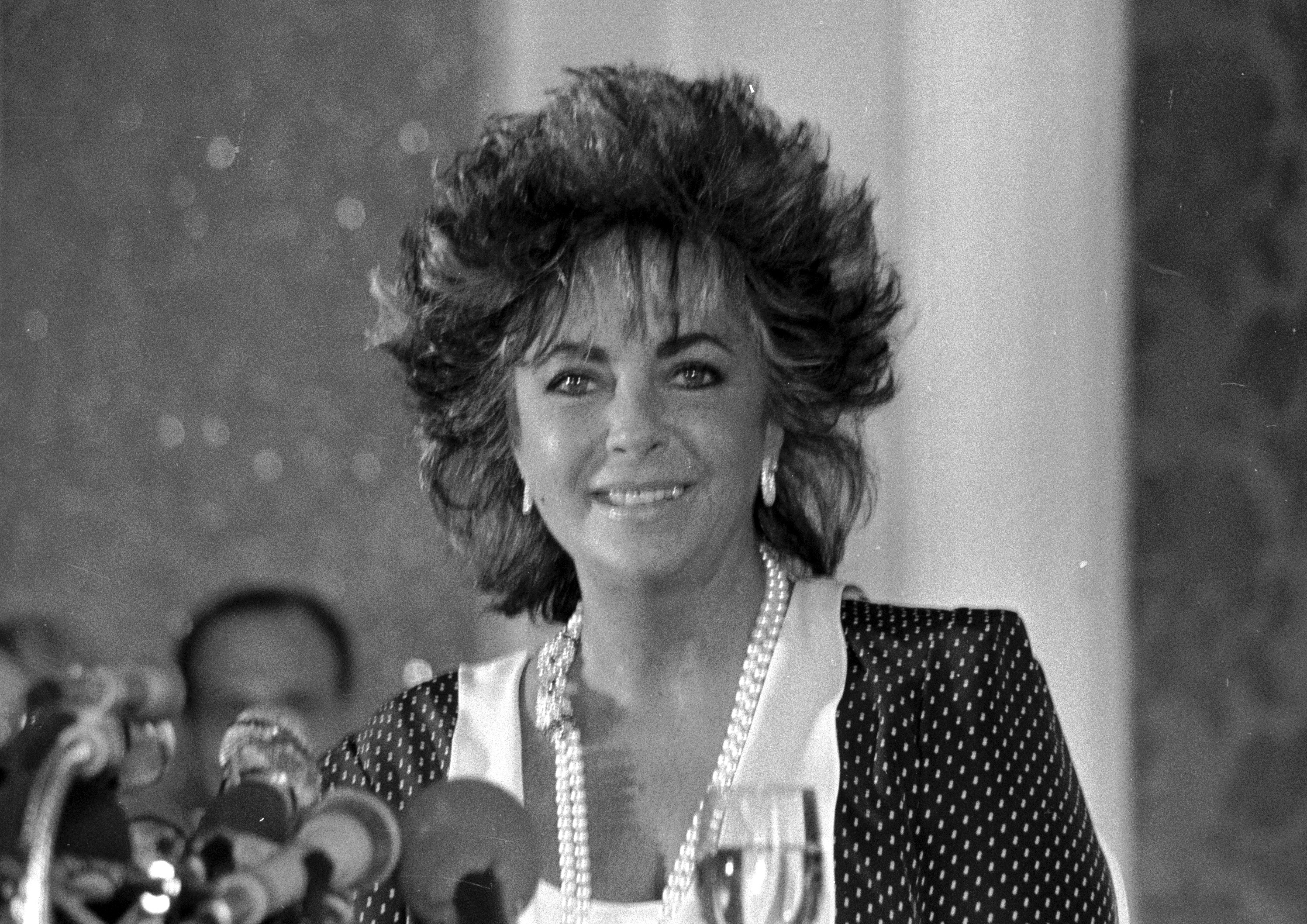
Elizabeth Taylor.

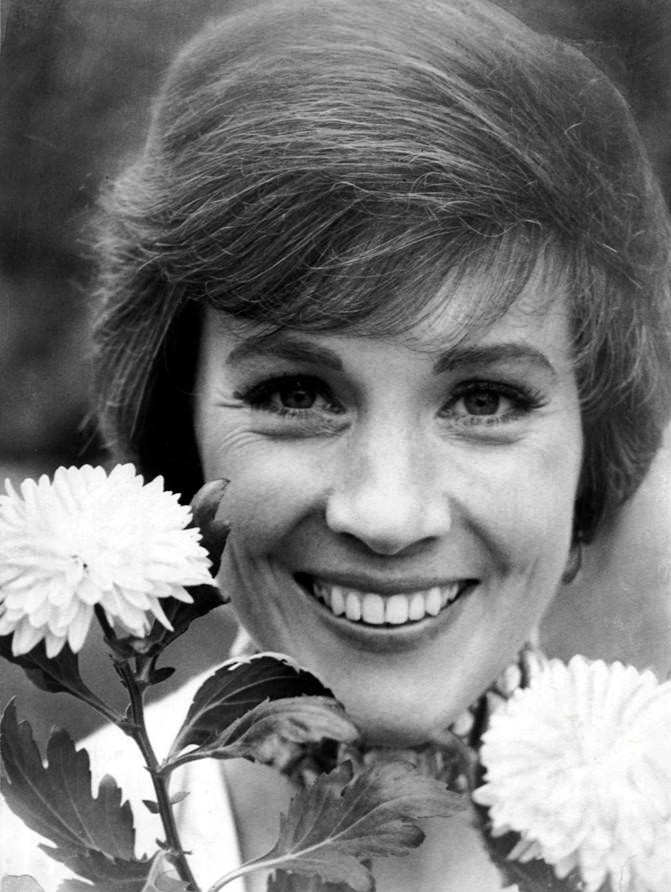
Photographie de Julie Andrews

Les médias consacrent Marianne Williamson comme le dernier guru d'Hollywood, réputation confirmée quand Elizabeth Taylor lui demande de présider et de célébrer son huitième mariage avec  l’ouvrier en bâtiment Larry Fortensky par l’intermédiaire d'une amie commune Sandy Gallin (en). Cérémonie qui se tient en octobre 1992 au ranch de Neverland, la résidence de Michael Jackson, située dans les monts Santa Ynez, à proximité de la bourgade de Los Olivos ; parmi les demoiselles d'honneurs il y a, entre autres, Brooke Shields et Carole Bayer Sager. Ce n'est pas la première fois que  Marianne Williamson célèbre un mariage, elle l'a déjà fait pour les noces de Emma Walton Hamilton (en) la fille de Julie Andrews.

##### Le succès littéraire
A Return to Love, est programmé pour être publié par les éditions HarperCollins le 26 février 1992. Le 4 février 1992, Marianne Williamson est invitée par Oprah Winfrey à faire la promotion de son livre dans son émission le Oprah Winfrey Show. Oprah Winfrey recommande la lecture du livre de façon dithyrambique, sans retenue aucune, elle invite les millions de téléspectateurs à prendre connaissance des 157 miracles cités dans le livre. Dans son élan, elle donne 1 000 exemplaires de A Return to Love au public présent dans le studio. L'impact est tel qu'au bout de trois jours la première édition est épuisée.

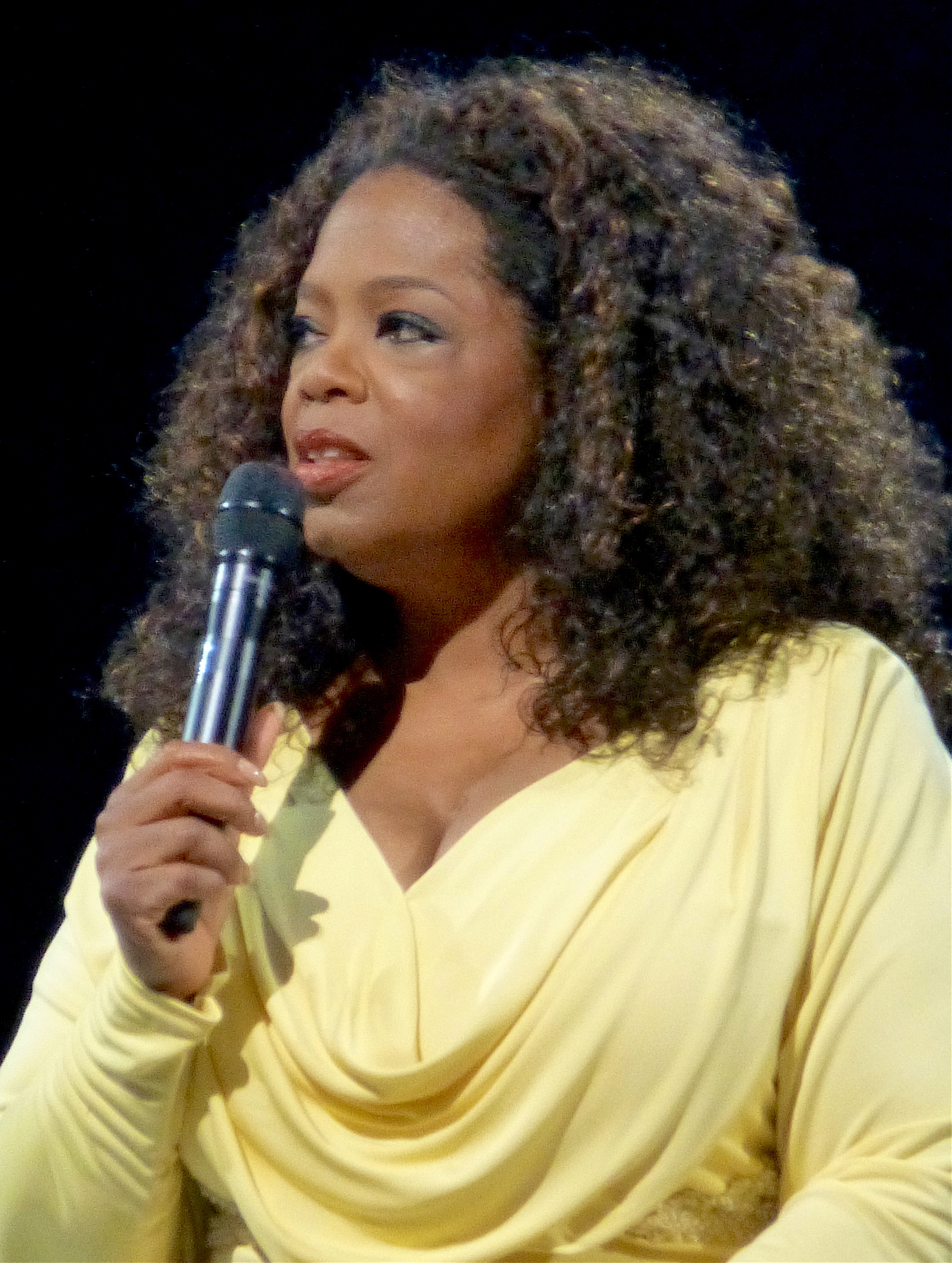
Oprah Winfrey.

En juin 1992, Marianne Williamson repasse à nouveau sur le Oprah Winfrey Show, A Return To Love est en première place des ventes de livres non romanesque et cela pendant 19 semaines. Les éditions HarperCollins envoient Marianne Williamson faire la promotion de son livre sur l'ensemble du territoire national. Elle est coincée entre ses obligations littéraires et caritatives, d'une part, du samedi au lundi elle loge à l'hôtel Sheraton de Santa Monica pour intervenir auprès des groupes de soutien pour les personnes souffrant du SIDA, ses arrêts mensuels à New York pour donner des conférences au Town Hall de New York également en faveur des groupes de soutien pour les personnes souffrant du SIDA et d'autre part la promotion de A Return to Love,,.
Avec A Return to Love le lectorat et l'audience de Marianne Williamson va bien au-delà de Los Angeles, de Manhattan, de la communauté gay, de la société mondaine hollywoodienne, elle joue également sur une popularisation et un rebond des ventes de A Course in Miracles et de Love is letting go of fear de Gerald G. Jampolsky (en), les ventes de  A Course in Miracles ont augmenté de plus de 500% depuis la publication de A Return to Love.
À la suite de ce succès, des maisons d'édition sollicitent Marianne Williamson comme Random House, cela lui fait dire lors d'une interview donnée au Times : « je me sentais très désirée ».

#### The Healing of America
Marianne Williamson s'interroge sur les causes d'un sentiment de désespoir qui sembla avoir envahi les américains. Lors d'une interview avec Al Lohman (en), ce dernier lui fait remarquer qu'elle revisite les fondements de l’Amérique, notamment la pensée de Thomas Jefferson qui fut déterminante quant la rédaction de la Déclaration d'indépendance des États-Unis et de la Constitution des États-Unis, Marianne Williamson ne veut-elle pas aller au-delà des partis politiques qui divisent les américains, d'où le titre de The Healing of America / Guérir l'âme de l'Amérique ? 

#### The Church of Today et l'Église d'unité
En 1998, Marianne Williamson quitte la Californie pour se rendre à Warren une ville de l’État du Michigan proche de Detroit pour devenir une des leaders de The Church of Today une église affiliée à l'Église d'unité, ses seules responsabilités sont d'assurer l'office du dimanche matin et de faire des conférences  hebdomadaires sur Un cours en miracles. Elle refuse d'être ordonnée, car elle tient à son identité juive. Elle déplore le fait que de nombreuses Juives se rendent en Inde, elle explique le fait que bon nombre de rabbins éminents ont été exterminés lors de l'Holocauste et qu'avec eux la mystique juive a disparu.
La boutique de souvenirs de The Church of Today  vend des bougies, de l'encens et les livres de Marianne Williamson. Quant au café-restaurant de Church of Today  il diffuse sur une télévision grand écran les prières des offices même dans les toilettes, avant et après les offices il diffuse des gospels ou du rock chrétien.
The Church of Today devient un lieu d'accueil de la population afro-américaine où Iyanla Vanzant donne des conférences, elle déclare au sujet de Marianne Williamson « Marianne n'est pas capable de s'adresser aux gens de couleur, comme je le fais, mais elle a un don, Marianne peut parler à n’importe qui, cela va d'un Juif orthodoxe gay à un adolescent noir ! ».
Quand commence l'office dominical, Marianne Williamson lance les méditations avec une voix hypnotique, elle accueille les nouveaux venus pendant que le chœur chante Amazing Grace. Après l'office, elle invite l'assistance à rester afin d'échanger leurs sentiments quant à l'avenir de l'église.

#### L'engagement politique
The Healing of America / Guérir l'âme de l'Amérique n'est-il pas le signe avant-coureur de la carrière politique de Marianne Williamson ? Jaquel Priel n'a-t-il pas déclaré à son sujet qu' « elle possède la force de caractère nécessaire pour devenir une superstar de la politique ! elle est capable d'aider les gens par la prière et de convertir la force de la prière en une puissance supérieure qui peut toucher notre système politique dans son ensemble et pour cela il n'est pas nécessaire d'être membre du Parti démocrate ou du Parti républicain ».

##### Peace Alliance
En 2004, elle fonde The Peace Alliance, une association prônant la création d'un ministère de la paix aux États-Unis.

##### La candidature à la Chambre des représentants

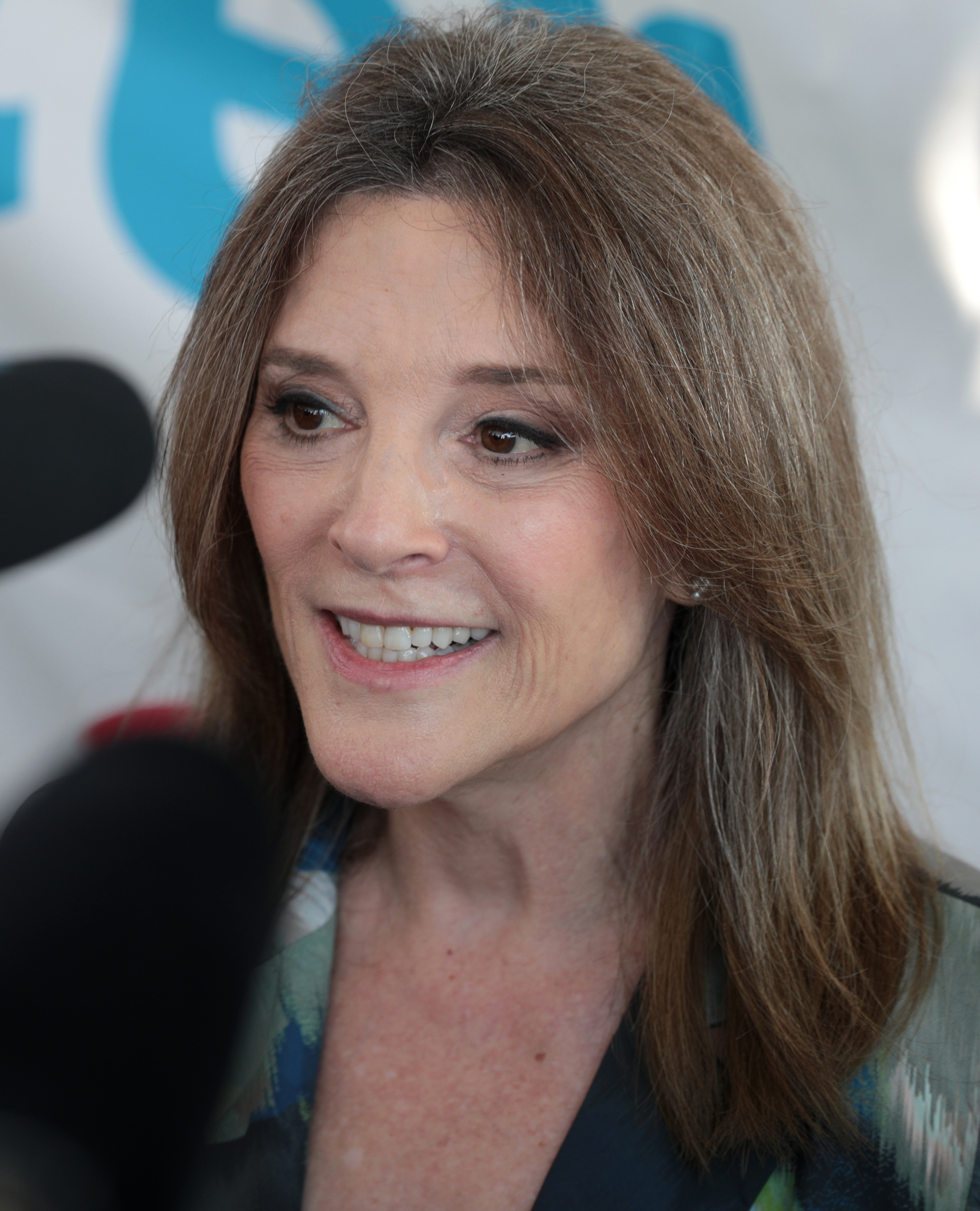
Marianne Williamson en 2019

Lors des élections de 2014, elle se présente à la Chambre des représentants des États-Unis dans le trente-troisième district congressionnel de Californie, qui regroupe plusieurs villes aisées de l'agglomération de Los Angeles (dont Bel-Air, Beverly Hills, Calabasas et Malibu). Elle est candidate face au député sortant, le démocrate Henry Waxman (en), qui choisit finalement de ne pas se représenter. Bien qu'elle ait toujours voté pour les démocrates et qu'elle mène une campagne progressiste, elle choisit de se présenter en tant qu'indépendante. Elle lève deux millions de dollars et reçoit le soutien de nombreuses personnalités, d'Eva Longoria à Kim Kardashian. Elle termine cependant en quatrième position de la primaire et ne participe pas à l'élection générale remportée par le démocrate Ted Lieu.

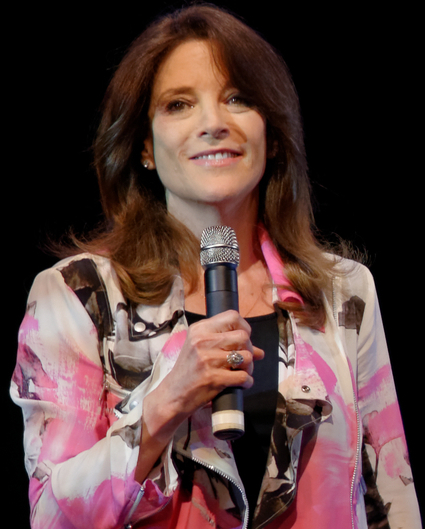
Marianne Williamson en 2014

##### La candidature à l'investiture démocrate pour l'élection présidentielle
Le 28 janvier 2019, elle annonce sa candidature à l'investiture démocrate pour l'élection présidentielle de 2020 mais elle se retire de la course le 10 janvier 2020 avant le début officiel des primaires.
En mars 2023, elle annonce sa candidature à l'investiture démocrate pour l'élection présidentielle de 2024. Elle obtient 4 % des voix à la primaire du New Hampshire le 23 janvier 2024, puis 2,1 % à celle de Caroline du Sud (en) le 3 février. En raison de ses très faibles scores, elle annonce le 8 février 2024 l'arrêt de sa campagne.
Le 28 février, le Washington Post annonce qu'elle a repris sa campagne.

##### Positionnement politique
Politico la positionne à gauche de Joe Biden sur les sujets du réchauffement climatique et de la politique énergétique, et la compare à Bernie Sanders.

#### Positions controversées
En 1992, elle publie un livre dans lequel elle prétend que le cancer et le sida sont « des manifestations physiques d'un cri psychique » et que « la maladie est une illusion et n'existe pas réellement ». D'après le Daily Beast, elle aurait prétendu à des hommes homosexuels qu'ils pourraient guérir du sida en s'imaginant aller mieux. En 2019, elle dit ne jamais avoir tenu ces propos et être « pro-médecine » et « pro-science ».
Elle exprime, à plusieurs reprises, son scepticisme à propos des obligations vaccinales durant la pandémie de Covid-19. Elle nie toutefois être opposée aux vaccins.

#### Bilan littéraire
Au total, Marianne Williamson a publié une trentaine de livres sur la spiritualité, dont quatre ont été classés en première position de la New York Times Best Seller list ,..

### Vie privée
Marianne Williamson épouse le musicien Jeff Olmsted en 1977, ils divorcent en 1978.
Le 21 mai 1990, Marianne Williamson donne naissance à une fille India Emmaline Williamson.

## Œuvres

### Éditions originales
- A Return To Love : Reflections on the Principles of "A Course in Miracles", New York, Aquarian / Harper Collins (réimpr. 1994, 1996, 2008, 2015, 2020) (1re éd. 1992), 292 p. (ISBN 9781855382572, OCLC 1200573323, lire en ligne),
- Marianne Williamson on Death Dying, New York, Harper Collins, 1992 (ISBN 9781559945912, OCLC 704546212),
- A Woman's Worth, Londres, Royaume-Uni, Rider (réimpr. 1994, 2103) (1re éd. 1992), 164 p. (ISBN 9780712659536, OCLC 317656924, lire en ligne),
- The Healing of America : Reclaiming our Voices as Spiritual Citizens, New York, Simon & Schuster (réimpr. 1999, 2000, 2014, 2018) (1re éd. 1994), 292 p. (ISBN 9781982101565, OCLC 1033567547, lire en ligne),
- Illuminata : Thoughts, Prayers, Rites of Passage, New York, Random House, (réimpr. 2013, 2014) (1re éd. 1994), 328 p. (ISBN 9780679435501, OCLC 31457718, lire en ligne),
- Illuminata : A Return to Prayer, New York, Riverhead Books, 1995, 324 p. (ISBN 9781573225205, OCLC 32589340, lire en ligne),
- Emma & Mommy Talk to God (ill. Julia Noonan), New York, HarperCollins Publishers, (réimpr. 2006) (1re éd. 1996), 40 p. (ISBN 9780060264642, OCLC 671872940, lire en ligne),
- Illuminated Prayers (ill. Claudia Karabaic Sargent), New York, Simon & Schuster (réimpr. 1998, 2006) (1re éd. 1997), 110 p. (ISBN 9780684844831, OCLC 37567357, lire en ligne),
- Enchanted Love : the Mystical Power of Intimate Telationships, New York, Simon & Schuster (réimpr. 2001, 2014) (1re éd. 1999), 292 p. (ISBN 9781846044403, lire en ligne),
- Christmas Prayers : A Pocket Gold Edition (ill. Susan Zulauf), White Plains, Etat de New York, Peter Pauper, 2000, 72 p. (ISBN 9780880882538, OCLC 44948609, lire en ligne),
- Everyday Grace : Having Hope, Finding Forgiveness, and Making Miracles, New York, Riverhead Books (réimpr. 2004, 2006) (1re éd. 2002), 292 p. (ISBN 9781573222303, OCLC 777730873, lire en ligne),
- The Gift of Change : Spiritual Principles for Navigating Life's Transitions, Londres, Royaume-Uni, Element (réimpr. 2005, 2006) (1re éd. 2004), 276 p. (ISBN 9780007199044, OCLC 57006472, lire en ligne),
- The Age of Miracles : Embracing the New Midlife, Carlsbad, Californie, Hay House, Inc. (réimpr. 2008, 2009) (1re éd. 2007), 224 p. (ISBN 9781401917197, OCLC 970749872, lire en ligne),
- A Course in Weight Loss : 21 Spiritual Lessons for Surrendering Your Weight Forever, Carlsbad, Californie, Hay House, 2010, 320 p. (ISBN 9781401921521, OCLC 657270799, lire en ligne),
- A Year of Miracles : Daily Devotions and Reflections, New York, HarperOne (réimpr. 2015) (1re éd. 2013), 388 p. (ISBN 9780062205506, OCLC 869841199, lire en ligne),
- The Law of Divine Compensation : On Work, Money, and Miracles, New York, HarperOne, 2014, 212 p. (ISBN 9780062205421, lire en ligne),
- Tears to Triumph : The Spiritual Journey from Suffering to Enlightenment, New York, HarperOne, 2016, 308 p. (ISBN 9780062205445, OCLC 913332688, lire en ligne),
- The Mystic Jesus : The Mind of Love, New York, HarperOne, 2024, 240 p. (ISBN 9780062205476),

### Directrice de publication
- Marianne Williamson (dir.) (photogr. Joseph Sohm), Imagine : What America Could Be in the 21st Century, Emmaus, Pennsylvanie, St. Martin's Press, 2000, 440 p. (ISBN 9781579543020, OCLC 1336847473, lire en ligne),

### Traductions francophones
- Un retour à l'amour : réflexions sur les principes énoncés dans "Un cours sur les miracles [« A Return to Love »] (trad. Ivan Steenhout), Paris, France, éditions du Roseau, coll. « J'ai lu, Aventure secrète » (réimpr. 2004) (1re éd. 1993), 260 p. (ISBN 9782290343685, OCLC 1330867900, lire en ligne),
- Un retour à la prière : pensées, prières, rites de passage [« Illuminata, A Return to Prayer »] (trad. Yves Coleman), Paris, France, J'ai lu, coll. « Aventure secrète » (réimpr. 2006) (1re éd. 1994), 217 p. (ISBN 9782290339695, OCLC 470406832),
- La gloire d une femme [« A Woman' Worth »] (trad. Denis Ouellet), Montréal, Québec, Canada, Du Roseau, 1995, 164 p. (ISBN 9782920083905, OCLC 1204327297, lire en ligne),
- L'âge des miracles [« The Age of Miracles »] (trad. François Doucet), Varennes, Québec, Canada, ADA (réimpr. 2012) (1re éd. 2010), 212 p. (ISBN 9782896670314, lire en ligne),
- Guérir l'âme de l'Amérique : Mettre nos voix de l'avant en tant que citoyens spirituels [« The Healing of America, Reclaiming our Voices as Spiritual Citizens »] (trad. Renée Thivierge), Varennes, Québec, Canade, ADA, 2012, 342 p. (ISBN 9782896676231, lire en ligne),
- Des larmes au succès : voyage spirituel de la souffrance à l'illumination [« Tears to Triumph : The Spiritual Journey from Suffering to Enlightenment »] (trad. Jeanne Maylin), Paris, France, Eyrolles, 2019, 292 p. (ISBN 9782290208588, lire en ligne),

### Livres et conférences sur cassettes et disques VHS, CD et DVD
- Marianne Williamson on Success, New York, Harper Audio (réimpr. 1993) (1re éd. 1992) (ISBN 9781559947107),
- Marianne Williamson on Love, New York, Harper Audio (réimpr. 1995, 2010) (1re éd. 1992) (ISBN 9781559947145, OCLC 27242146),
- Marianne Williamson on Simplicity : lectures based on A course in miracles, New York, Harper Audio (réimpr. 1997) (1re éd. 1992) (ISBN 9780694516582, OCLC 317881071),
- Marianne Williamson on Forgiving Your Parents, New York, Harper Audio (réimpr. 1994) (1re éd. 1992) (ISBN 9781559949835, OCLC 211532557),
- Marianne Williamson on Relationships : Romantic Delusions and Friendship, New York, Harper Audio, 1992 (ISBN 9781559945899, OCLC 25625284),
- Marianne Williamson on Work/Career, New York, Harper Audio, 1992 (ISBN 9781559945905, OCLC 25754304),
- Marianne Williamson on Death Dying, New York, Harper Audio, 1992 (ISBN 9781559945912, OCLC 27120423),
- Marianne Williamson on Communication, New York, Harper Audio, 1994 (ISBN 9781559948869, OCLC 29919232),
- Family Relationships, New York, Penguin Random House, 1995 (ISBN 9781401982775, OCLC 1476991796),
- Marianne Williamson On Commitment, New York, Harper Audio, 1995 (ISBN 9780694515042, OCLC 32141664),
- Marianne Williamson On Transforming Your Life, New York, HarperCollins, 1996 (ISBN 9780694516254, OCLC 36010573),
- Marianne Williamson on Body Vs Spirit, New York, Harper Audio, 1996 (ISBN 9780694516261, OCLC 36314177),
- Marianne Williamson on Emotional Healing, New York, HarperCollins, 1996 (ISBN 9780694516247, OCLC 35240149),
- Spiritulization and Politics, Carson, Californie, Hay House, 1997 (ISBN 9781561704255, OCLC 37576794),
- Marianne Williamson on Abundance, New York, Harper Audio, 1997 (ISBN 9780694516599, OCLC 1347474841),
- Positive Relationships : Music, Meditation, and Prayer, Carson, Californie, Hay House, 1998 (ISBN 9781561704392, OCLC 38983314),
- Enchanted Love : The Mystical Power of Intimate Relationships, New York, Simon & Schuster Audio, (réimpr. 2008, 2011) (1re éd. 1999) (ISBN 9780743594202, OCLC 748124921),
- The Principles of Everyday Grace : Having Hope, Finding Forgiveness, and Making Miracles, Niles, Illinois, Nightingale Conant (réimpr. 2004) (1re éd. 2000) (ISBN 9780641996108, OCLC 999886689),
- Healing the Planet : A Dialogue Between Marianne Williamson and Deepak Chopra, Carlsbad, Californie, Hay House Audio, coll. « Dialogues at the Chopra Center for Well-being », 2001 (ISBN 9781561707430, OCLC 48178857),
- Everyday Grace, Carlsbad, Californie, Hay House Audio (réimpr. 2003) (1re éd. 2002) (ISBN 9781401903060, OCLC 71851319),
- Being In Light, Carlsbad, Californie, Hay House, 2003 (ISBN 9781401901417, OCLC 60545630),
- Spiritual Principles, Carson, Californie, Hay House, 2004 (ISBN 9781401904166, OCLC 57451148),
- Manifesting Abundance : Talks on Spirituality and Modern Life, New York, Penguin Random House, 2004 (ISBN 9781401903954, OCLC 1476990840),
- The Gift of Change CD : Spiritual Guidance for a Radically New Life, [New York, Harper Audio, 2004 (ISBN 9780060738457, OCLC 56935188),
- A Return to Love, New York, HarperAudio,, 2005 (ISBN 9780060798062, OCLC 1444479449)
- The Ten Bridges of Transformation : Spiritual Guidance for a Radically New Life, Niles, Illinois, Nightingale Conant (réimpr. 2014) (1re éd. 2005) (OCLC 61501988),
- Handling Fear, Carlsbad, Californie, Hay House, 2006 (ISBN 9781401909413, OCLC 1473401472),
- Mystical Power, New York, Penguin Random House, 2006 (ISBN 9781401981396, OCLC 1477008305),
- Meditations for a Miraculous Life, Carlsbad, Californie, Hay House, 2007 (ISBN 9781401917821, OCLC 123307491),
- The Age of Miracles : Embracing the New Midlife, Carlsbad, Californie, Hay House, 2008 (ISBN 9781401917210, OCLC 212190201),
- The Relationships Workshop, Brooklyn, New York, BetterListen! (réimpr. 2013, 2015) (1re éd. 2009) (ISBN 9781480512436, OCLC 883414477),
- Giving Thanks and Happiness with Marianne Williamson, Findaway World,, 2010 (ISBN 9781615441617, OCLC 1402343742),
- Freedom From Your Story With Marianne Williamson, New York, Betterlisten.com, 2010 (ISBN 9781615443253, OCLC 1444331746),
- Infinite Possibility with Marianne Williamson, New York, Better Listen, 2011 (ISBN 9781615441792, OCLC 1475992637),
- Meditations For Weight Loss, Carlsbad, Californie, Hay House Audio, 2011 (ISBN 9781401931872, OCLC 1080996859),
- Showing Up For Your Own Life with Marianne Williamson, New York, Better Listen, 2011 (ISBN 9781615442089, OCLC 1475926537),
- Finding Your Purpose, New York, Unabridged, 2011 (ISBN 9781615448128, OCLC 1444345404),
- Daily Meditations for Everyday Life, New York, Unabridged (réimpr. 2017) (1re éd. 2011) (ISBN 9781615448654, OCLC 1038457183),
- Relationships and Spiritual Adulthood with Marianne Williamson, New York, Unabridged, 2011 (ISBN 9781615442171, OCLC 1475876201),
- The Healing of America, New York, Simon & Schuster Audio, 2011 (ISBN 9780743594196, OCLC 748370259),
- Forgiveness & Happiness, New York, Unabridged, 2012 (ISBN 9781615445219, OCLC 1445207125),
- The Law of Divine Compensation, Maumee, Ohio, Dreamscape Media (réimpr. 2014) (1re éd. 2012) (ISBN 9781624060373, OCLC 1330143957),
- The Metaphysics of Easter with Marianne Williamson, New York, Unabridged, 2012 (ISBN 9781615447008, OCLC 1475705589),
- Presence of Mind, Lessons of Love, Findaway World, 2014 (ISBN 9781615445929, OCLC 1404038578),
- Rethinking Memorial Day, New York, Betterlisten.com,, 2014 (ISBN 9781615442294, OCLC 1444442932),
- Meditations of the Heart : Liberating the Power of Love, n.c., Sounds True, 2014 (ISBN 9781622031870, OCLC 873731828),